# قورباغه خزه‌پوش
قورباغه خزه‌پوش (نام علمی: Theloderma corticale) نام یک گونه از خانواده قورباغه‌های بوته‌زار است. این گونه در ویتنام شمالی و چین زندگی می‌کند. پوست قورباغه خزه‌پوش شبیه خزه‌های چسبیده به سنگ است. قورباغه خزه‌پوش حشره‌خوار است و منطقه زیستی‌اش به دلیل جنگل‌زدایی در حال تهدید و نابودی است. از لحاظ اندازه جنس ماده از نر بزرگتر است.